# Nationalisme irakien
Le nationalisme irakien est une forme de nationalisme qui affirme la conviction que les Irakiens sont une nation et promeut l'unité culturelle des Irakiens de différents groupes ethnoreligieux tels que les Arabes mésopotamiens, les Kurdes, les Turkmènes, les Assyriens, les Chaldéens, les Yézidis, les Mandéens, les Shabaks, les Yarsans et autres. Le nationalisme irakien implique la reconnaissance d'une identité irakienne issue de l'ancienne Mésopotamie incluant ses civilisations et empires de Sumer, Akkad ,Babylone et l'Assyrie. Le nationalisme irakien a influencé le mouvement irakien pour l'indépendance de l'occupation ottomane et britannique. Le nationalisme irakien a été un facteur important dans la révolution de 1920 contre l'occupation britannique et la révolution de 1958 contre la monarchie hachémite installée par les Britanniques.
Il existe trois variantes importantes.
La première variante considère une nation irakienne comme une nation qui implique des peuples arabes, turkmènes, assyriens et kurdes, qui ont tous un héritage mésopotamien commun, ce point de vue a été promu par Abdel Karim Kassem, qui était d'origine mixte arabo-kurde.
La deuxième variante est un double nationalisme qui combine le nationalisme irakien et le nationalisme arabe, une forme beaucoup plus large de nationalisme ethnique qui soutient le nationalisme irakien et le relie à des questions qui affectent les Arabes dans leur ensemble. Il est notamment promu par Saddam Hussein.
La troisième variante est l'Islamo-nationalisme chiite qui défend les intérêts de la communauté chiite tout en défendant les intérêts de l'Irak et ses habitants.
Le régime baasiste a officiellement inclus le chef musulman kurde historique Saladin comme symbole patriotique en Irak, tandis que Saddam se disait fils du roi babylonien Nabuchodonosor et avait estampillé les briques de l'ancienne Babylone avec son nom et ses titres à côté de lui.

## Identité et culture nationalistes irakiennes
Le nationalisme irakien a mis l'accent sur l'héritage culturel de l'Irak qui remonte à l'ancienne Sumer, Akkad, la Babylonie et l' Assyrie, États considérés comme le berceau de la civilisation qui a répandu la civilisation dans d'autres parties du monde. Le dirigeant babylonien Nabuchodonosor II et le dirigeant musulman kurde Saladin sont deux personnages historiques importants de l'Irak et des figures emblématiques du nationalisme irakien.
Le concept d'identité nationale irakienne contemporaine peut provenir de la rébellion et du siège britannique de Najaf en 1918 pendant la Première Guerre mondiale, mais cela est contesté. Bien que le nationalisme irakien et le nationalisme arabe soient techniquement distincts l'un de l'autre, les deux nationalismes se sont influencés - adoptant les métaphores et les récits de l'autre. Dans certains cas, le nationalisme irakien a été préconisé comme un complément nécessaire au nationalisme arabe, comme le journal politique irakien Al-Hatif prônant le nationalisme irakien sur des questions de culture nationale irakienne et prônant le nationalisme arabe sur des questions de culture arabe plus large.
Pendant la période de la monarchie hachémite en Irak, il était courant pour les écrivains d'écrire sur une identité irakienne distincte d'un cadre arabe, la presse écrite et l'éducation irakiennes à l'époque mettaient l'accent sur le paysage irakien, ses tribus et sa poésie et sa littérature uniques. À partir des années 1930, les historiens irakiens ont commencé à aborder la révolte irakienne de 1920 par les Irakiens contre les Britanniques comme un moment de formation dans l'histoire irakienne que les historiens irakiens appelaient "la Grande Révolution irakienne".
Les premières personnalités nationalistes irakiennes éminentes étaient les intellectuels 'Abd al-Razzaq al-Hasani et 'Abbas 'Azzawi. Al-Hasani critiquait fortement le mandat britannique pour la Mésopotamie, publia son premier volume de son ouvrage L'Histoire des gouvernements irakiens dans les années 1930 (le second publié dans les années 1950), le premier volume fut approuvé par le roi Fayçal Je d'Irak. Al-Hasani était un éminent partisan du nationalisme irakien. Dans l'une de ses œuvres, al-Hasani a inclus une lettre de Faisal I, la lettre avait Faisal I décrivant l'Irak comme souffrant de tensions religieuses et sectaires en raison de l'incapacité des Irakiens à former un nationalisme commun.  Fayçal I a décrit l'Irak comme étant gouverné par une élite sunnite alphabétisée sur des sectes chiites et kurdes analphabètes et ignorantes qui s'opposaient au gouvernement central. Azzawi a écrit l'Irak entre deux occupations - se référant à la domination turque et britannique, qui a été acclamée par le gouvernement irakien qui l'a aidé à publier son travail. Les œuvres d'al-Hasani et d'Azzawi étaient très populaires de 1935 à 1965, nombre de leurs œuvres étant publiées dans les deuxième et troisième éditions et les œuvres des deux auteurs ont influencé le nationalisme irakien.
Abdel Karim Kassem a promu un nationalisme civique en Irak qui reconnaissait les Arabes et les Kurdes d'Irak comme des partenaires égaux dans l'État irakien, la langue kurde n'était pas seulement formellement autorisée en Irak sous le gouvernement Kassem, mais la version kurde de l'alphabet arabe a été adopté par l'État irakien et la langue kurde est devenue la langue d'enseignement dans tous les établissements d'enseignement tant dans les territoires kurdes que dans le reste de l'Irak.
Sous Kassem, l'identité culturelle irakienne basée sur la fraternité arabo-kurde a été privilégiée par rapport à l'identité ethnique, le gouvernement de Kassem a cherché à fusionner le nationalisme kurde dans le nationalisme irakien et la culture irakienne, déclarant: "L'Irak n'est pas seulement un État arabe mais un État arabo-kurde[...] La reconnaissance du nationalisme kurde par les Arabes prouve bien que nous sommes associés dans le pays, que nous sommes Irakiens (ar) d'abord, Arabes et Kurdes ensuite». Les politiques pro-kurdes du gouvernement Kassem, y compris une déclaration promettant "les droits nationaux kurdes dans l'unité irakienne" et les tentatives ouvertes de l'Irak de coopter les Kurdes iraniens pour soutenir l'unification avec l'Irak ont abouti à la réponse de l'Iran en déclarant le soutien de l'Iran à l'unification de tous les Kurdes qui résidaient en Irak et en Syrie, en Iran.
Le dirigeant kurde Mustafa Barzani lors de son alliance avec Kassem et lorsque Kassem lui a accordé le droit de retourner en Irak après l'exil imposé par l'ancienne monarchie, a déclaré son soutien au peuple kurde pour être citoyen d'Irak, déclarant en 1958 "Au nom de tous mes frères Kurdes qui ont longtemps lutté, une fois de plus je vous félicite [Kassem] et le peuple irakien, Kurdes et Arabes, pour la glorieuse Révolution qui a mis fin à l'impérialisme et à la bande monarchiste réactionnaire et corrompue". Barzani a également félicité Qassim pour avoir permis à la diaspora de réfugiés kurdes de retourner en Irak et a déclaré sa loyauté envers l'Irak, en disant : " Votre Excellence, chef du peuple : je saisis cette occasion pour exprimer ma sincère appréciation et celle de mes compatriotes kurdes réfugiés dans les pays socialistes pour nous avoir permis de retourner dans notre patrie bien-aimée, et de se joindre à l'honneur de défendre la grande cause de notre peuple, la cause de la défense de la république et de sa patrie." 
Saddam Hussein et les idéologues baasistes irakiens, appartenant alors à une faction nationaliste opposée à celle de Kassem, ont cherché à fusionner un lien entre l'ancienne civilisation babylonienne et assyrienne en Irak et le nationalisme arabe en prétendant que les Bablyoniens et les anciens Assyriens sont les ancêtres des Arabes.
Saddam Hussein, en tant que président de l'Irak, s'est exprimé en tant qu'Irakien dans l'art d'État - s'associant comme un Nabuchodonosor II des temps modernes et portant à la fois des couvre-chefs arabes et kurdes dans cet art. Saddam Hussein a également mis en parallèle lui-même et le gouvernement baasiste avec Saladin, le célèbre chef kurde des musulmans et des arabes contre les croisés à Jérusalem, qui venait de l'Irak moderne.